# اتحاد كشاف لبنان
اتحاد كشاف لبنان هو اتحاد وطني من 29 منظمة كشفية في لبنان تأسس في عام 1961 وأصبح الاتحاد عضوا في المنظمة العالمية للحركة الكشفية عام 1947 .